# 窜天猴

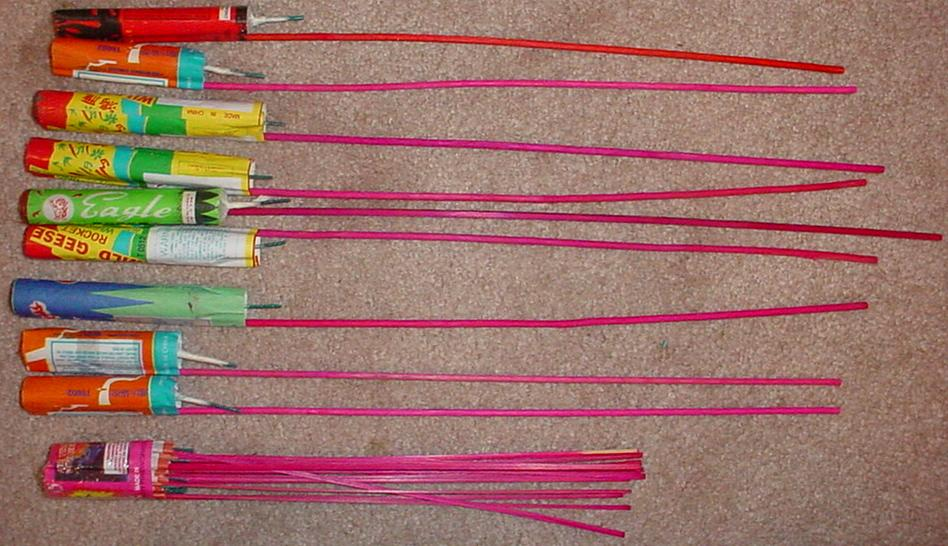
各式窜天猴

窜天猴（英語：Firework rockets/Skyrocket/Bottle rockets），也被称作“冲天炮”或“钻天猴”，是一种利用火箭飞行原理，使用固体燃料小火箭为动力而快速升空爆炸的小型烟花。大部分使用黑火药制成。一般情况下均可达到50-300英尺左右的高度。通常在窜天猴被点燃之后，火药便开始迅速燃烧并在尾部喷出气流，窜天猴主体则继续向上飞行并伴有响声，在飞行至一定高度后达到其顶点，然后爆炸并发出各种预设效果（如声效或烟花图案等）。
“窜天猴”一词亦可用于指代导弹或运载火箭，为其昵称之一。

## 飞行流程

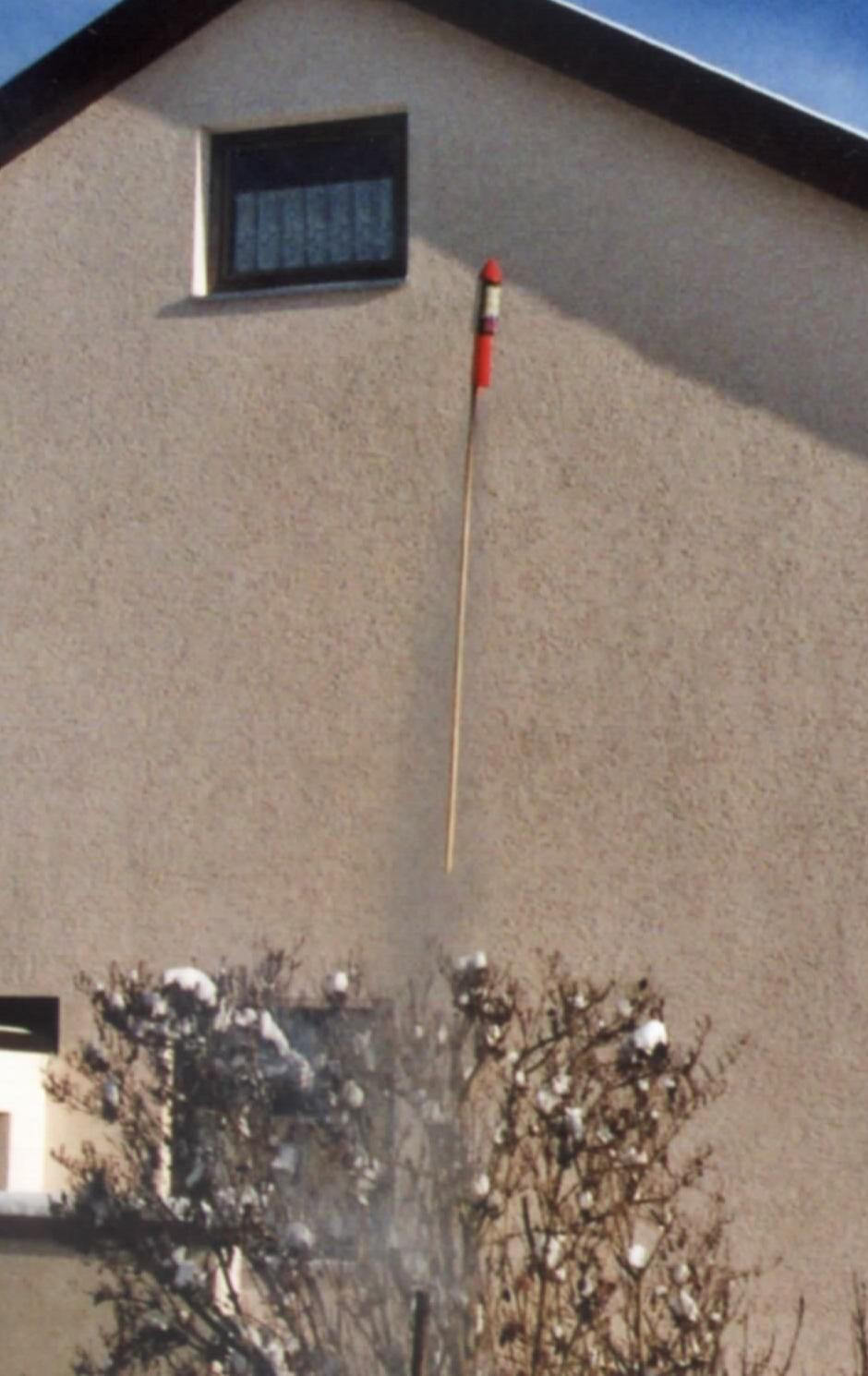
刚起飞不久的窜天猴
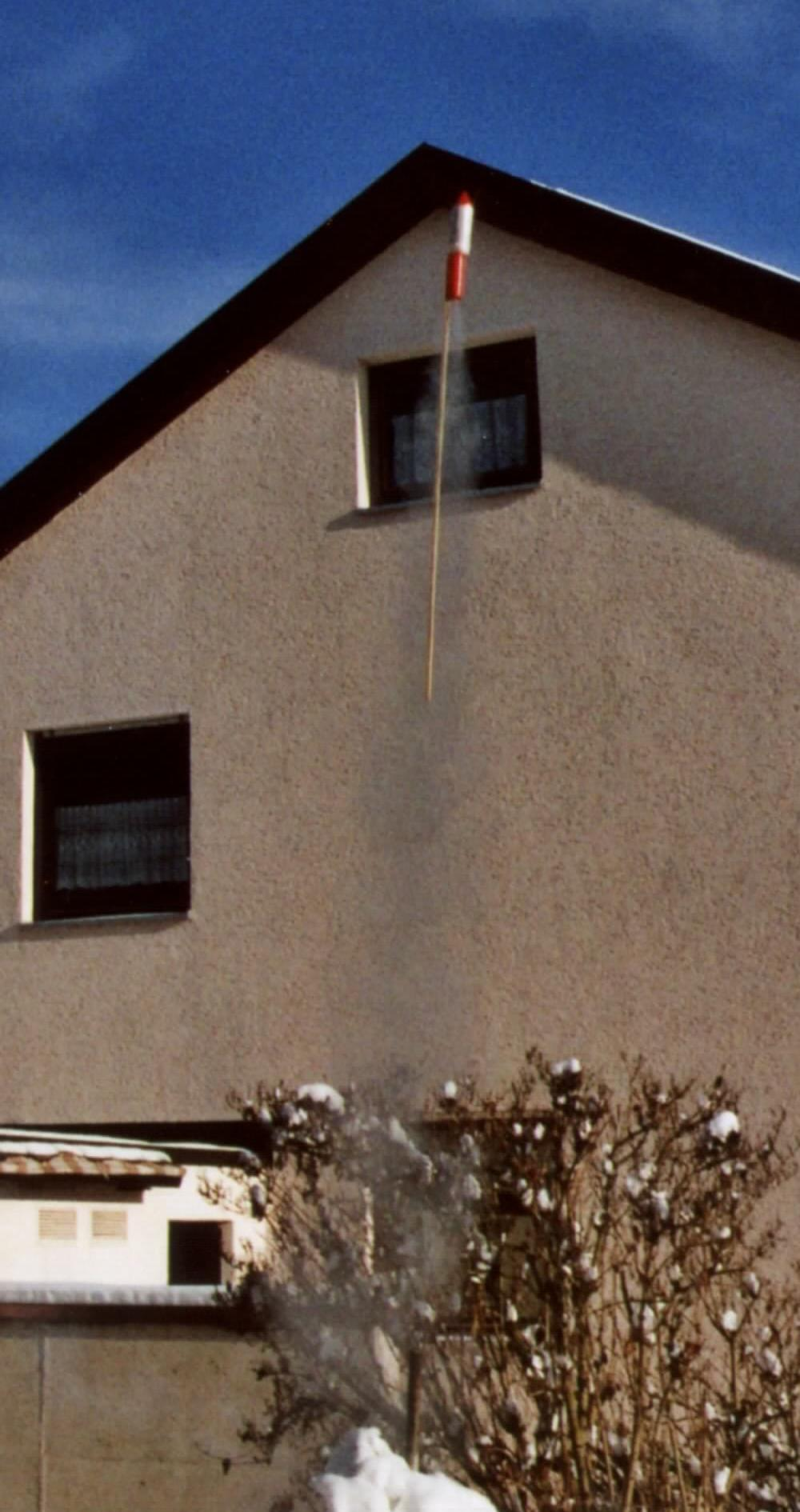
继续向上飞行
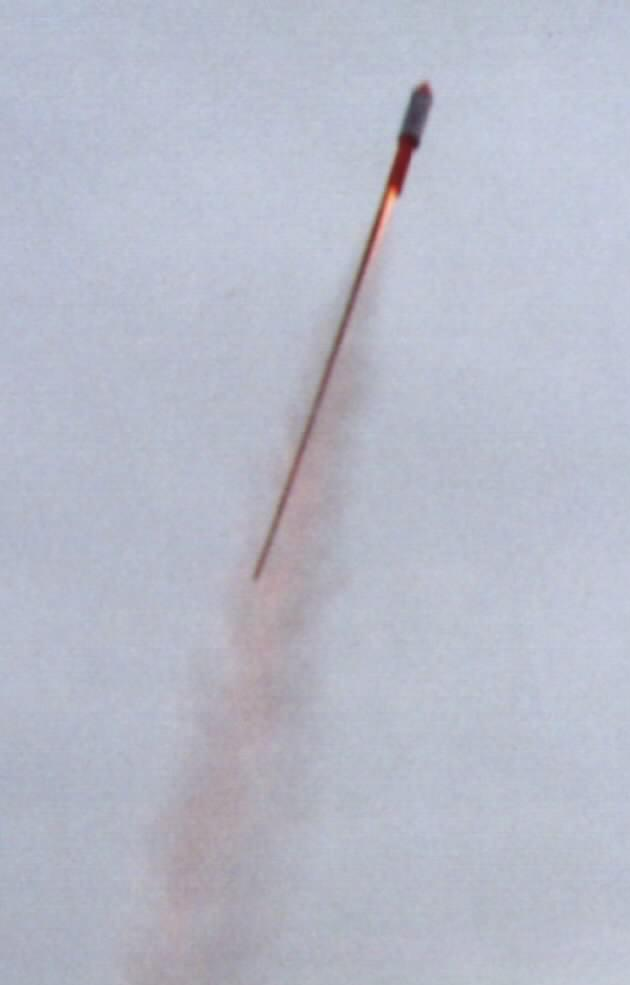
达到顶点
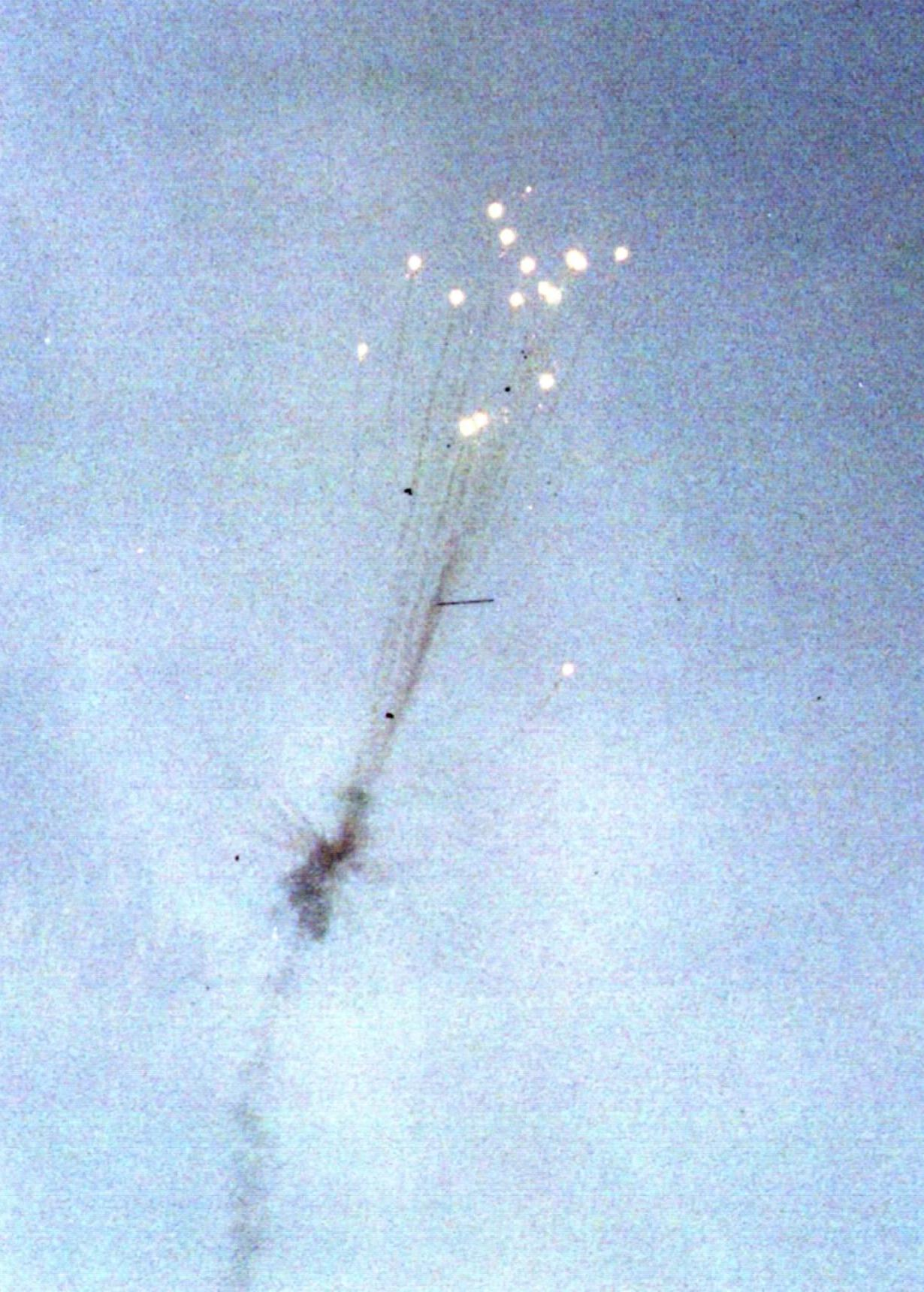
窜天猴爆炸